# 레체도
레체도(이탈리아어: Provincia di Lecce)은 이탈리아 풀리아주의 도이다. 도청 소재지는 레체이다. 면적은 2,759 km2, 인구는 813,556(2009)이다.